# الجرف (بني سعد)

تعديل مصدري - تعديل

الجرف هي إحدى قرى عزلة الشويع بمديرية بني سعد التابعة لمحافظة المحويت، بلغ تعداد سكانها 6 نسمة حسب تعداد اليمن لعام 2004.